# Eldrine
Eldrine es una banda de rock alternativo georgiana que representó a Georgia en el Festival de la Canción de Eurovisión 2011 con la canción "One More Day". La banda está conformada por seis integrantes: Sophio Toroshelidze (voz principal), Mikheil Chelidze (guitarras, coros), Irakli Bibilashvili (bajo), David Changoshvili (batería), Tamar Shekiladze (teclados y coros) y Beso Tsikhelashvili (turntables o mesa giratoria, guiatarras y coros). Lanzaron su álbum debut en enero de 2011, titulado Fake Reality.

## Festival de Eurovisión 2011
Eldrine participó y ganó en la votación transmitida a nivel nacional para representar a Georgia en el Festival de la Canción de Eurovisión 2011, celebrado en Düsseldorf, Alemania. Sólo unos días más tarde, se anunció que Sopho Toroshelidze reemplazaría a Tamar Vadachkoria, la vocalista original del grupo, debido a cuestiones contractuales. Eldrine compitió en la primera semifinal y logró pasar a la final donde se presentó en el último lugar y obtuvo la 9ª posición con 110 puntos, recibiendo 12 puntos de Lituania, Ucrania y Bielorrusia. 
Ese mismo año ganaron el Premio Barbara Dex a loa concursantes de Eurovisión "peor vestidos" del año.

## Integrantes
Actuales Miembros
- Sophio Toroshelidze (Sopho)  – voz principal (2011–presente)
- Mikheil Chelidze (Miken)  – guitarras, coros (2007–presente)
- Irakli Bibilashvili (Bibo)  – bajo (2007–presente)
- David Changoshvili (Chango)  – batería (2007–presente)
- Tamar Shekiladze (Tamta)  – teclado, coros (2007–presente)
- Beso Tsikhelashvili (DJ BE$$)  – turntables, guitarras, coros (2007–presente)

Antiguos Miembros
- Tamar Vadachkoria (Tako)  – voz principal (2007–2011)

## Discografía
Álbumes de estudio
- Fake Reality (2011)

Sencillos
- "Haunting" (2010)
- "One More Day" (2011)